# Indo-Américains
Les Indo-Américains, bien qu'ils ne représentent que 1 % de la population totale du pays, font partie des groupes⁹ d'immigrants parmi les plus influents et les plus instruits des États-Unis.

## Histoire

### Premiers immigrés sur la côte ouest (XVIIIesiècle-1899)
Au début du XVIIIe siècle, la Compagnie britannique des Indes orientales recourt à l'engagisme de serviteurs indiens dans les colonies britanniques en Amériques. En 1680, du fait des lois prohibant les unions interraciales, une fille née d'un père indien et d’une mère irlandaise est classifiée comme mulatto et vendue comme esclave.
Le Naturalization Act de 1790 (en) rend les Asiatiques inéligibles à la naturalisation, et limite celle-ci aux Blancs.
La première vague migratoire significative d'Indiens a lieu au XIXe siècle. En 1900, plus de 2 000 Indiens (surtout des Sikhs) vivent aux États-Unis, principalement en Californie. Toutefois, certains auteurs établissent des estimations plus basses, autour de 716 immigrés indiens entre 1820 et 1900.
L'émigration indienne est alimentée par les difficultés auxquelles les fermiers doivent faire face, comme les règles sur la propriété imposées par les colons britanniques, les sécheresses et les famines qui s'aggravent dans les années 1890. Au même moment, les entreprises canadiennes de transport en bateau à vapeur recrutent des fermiers « sikhs farmers ». Mais les attaques racistes, dont ils sont la cible en Colombie-Britannique conduisent nombre d'entre eux à s'installer dans l’État de Washington et en Oregon, où ils travaillent dans des scieries et dans l'industrie du chemin de fer. Beaucoup de Sikhs pendjabis installés en Californie dans les alentours de Yuba City, nouent de forts liens avec les Mexicano-Américains.
La présence d'Indo-Américains contribue à l'émergence de l'intérêt pour les religions orientales aux États-Unis, et à leur influence sur des mouvements philosophiques américains comme le transcendantalisme. Vivekananda se rend à Chicago à l'occasion de l'exposition universelle de 1893, puis fonde à New York, l'année suivante, la première société védanta du pays.

### Restrictions légales à l'accès à la propriété et la nationalité (1900-1945)
Entre 1907 et 1908, des Sikhs s'installent plus au Sud en Californie, où ils sont employés par plusieurs entreprises de chemin de fer, ce qui déclenche de violentes réactions de la part d’ Américains blancs. Des émeutes éclatent en 1907 à Bellingham dans l’État de Washington, contre les travailleurs indiens locaux, appelés « hindoos », bien qu'en grande majorité de confession sikhe. Au début du XXe siècle, un ensemble de lois locales et fédérales restreignent l'immigration indienne et les droits des immigrés indiens. Dans les années 1910, les organisations nativistes américaines font campagne pour mettre fin à l'immigration depuis l'Inde, ce qui conduit au passage du Barred Zone Act (en) en 1917. En 1913, le Alien Land Act of California interdit la propriété foncière aux Sikhs, ainsi qu'aux immigrés japonais et chinois. Toutefois, les immigrés asiatiques détournent le système grâce à des amis blancs ou à leurs propres enfants nés aux États-Unis, qui achètent la terre, cultivée par les immigrés. Dans certains États, les lois contre les mariages interraciaux proscrivent les unions entre hommes indiens et femmes blanches. Cependant, les mariages entre hommes indiens et femmes mexicaines sont acceptables et deviennent une norme dans l'Ouest,.
Bhicaji Balsara (en) est la première personne née indienne à obtenir la nationalité américaine. En tant que parsi, il est considéré comme « un membre pur de la secte perse » et donc une personne blanche libre. Le juge Emile Henry Lacombe (en), du district sud de New York, lui accorde la nationalité dans le seul espoir que le Procureur des États-Unis ferait appel de sa décision. Ce dernier fait ainsi appel en 1910. La cour d'appel établit alors que les Parsis appartiennent à la « race blanche » et se distinguent des Hindous. De ce fait, entre 1913 et 1923, environ 100 Indiens sont naturalisés. Leur naturalisation prend toutefois fin en 1923, lorsque la cour suprême décide dans le jugement United States v. Bhagat Singh Thind (en) que les Indiens ne sont pas éligibles à la citoyenneté américaine car ils ne sont pas des « personnes blanches libres », car bien qu'étant « caucasiens », ils ne sont pour autant pas blancs. La cour argumente également que la différence raciale entre les Indiens et les Blancs est si grande qu'« une grande partie du peuple » refuserait d'être assimilée aux Indiens. Environ 50 Indiens voient leurs nationalités révoquées, ce qui conduit au départ de 3 000 Indiens des États-Unis.
Après le passage du Immigration Act de 1917 (en), l'immigration indienne légale diminue. Aussi, le nombre d'entrées clandestines via la frontière mexicaine augmente. La vallée impériale en Californie possède alors une large population pendjabie, qui vient en aide à ces immigrés. Ces derniers se fondent alors facilement dans la population locale. Le Ghadar Party (en), un groupe indien opposée à la colonisation britannique et actif en Californie, finance les entrées illégales. Il est estimé qu'entre 1920 et 1935, de 1 800 à 2 000 immigrés indiens entrent illégalement sur le territoire américain.
Malgré les difficultés légales qui leur sont imposées, les Indo-Américains commencent leur ascension sociale grâce à l’éducation. En 1910, Dhan Gopal Mukerji entre à l'université de Californie à Berkeley à l'âge de 20 ans. Il est l’auteur de nombreux livres pour enfants et remporte la médaille Newbery en 1928 pour son livre Joli-Cou, histoire d'un pigeon (Gay-Neck: The Story of a Pigeon). Cependant, il se suicide à 46 ans, atteint de dépression. Yellapragada Subbarao arrive quant à lui aux États-Unis en 1922. Il devient biochimiste à l'université Harvard et découvre le rôle de l'adénosine triphosphate en tant que source d'énergie dans la cellule. Mais étant étranger, il se voit refuser un poste d'enseignement à Harvard. Gobind Behari Lal (en), qui vient étudier à l'université de Californie à Berkeley en 1912, devient éditeur scientifique de The San Francisco Examiner, ainsi que le premier Indo-américain à gagner le prix Pulitzer du journalisme.

### Ouvertures des frontières et croissance de la population (depuis 1946)
Après la Seconde Guerre mondiale, les États-Unis ouvrent de nouveau leurs portes à l'immigration indienne. Le Luce–Celler Act of 1946 (en) instaure un quota d'immigration 100 Indiens par année, et permet aux immigrés indiens d'accéder à la nationalité américaine en renversant la décision de la Cour suprême de 1923. En 1952, le McCarran-Walter Act (en), abroge le Barred Zone Act de 1917, tout en limitant l'immigration à 2 000 personnes chaque année. 
Alors qu'en 1910, 95 % des Indo-Américains vivent sur la côte ouest des États-Unis, ce nombre passe à 75 % en 1920, puis 65 % en 1940, à mesure que de plus en plus d'entre s'installent sur la côte est des États-Unis. En 1940, des Indo-Américains sont recensés dans 43 états. Sur la cote ouest, ils vivent majoritairement en zone rurale, alors que sur la côte est, ils vivent en ville.
Dans les années 1940, le prix du foncier augmente, et le programme Bracero fait venir des milliers de Mexicains pour travailler dans les fermes. Cela contribue à faire passer les Indo-Américains de seconde génération vers des « emplois commerciaux, non agricoles, comme s'occuper d'un petit commerce, d'une épicerie, d'un service de taxi, voire devenir ingénieur ». À Stockton et Sacramento, un nouveau groupe d'immigrés indiens de l’état du Gujarat ouvre plusieurs petits hôtels. En 1955, 14 des 21 chaînes d'hôtels de San Francisco sont dirigées par des Indiens du Gujarat. « Dans les années 1980, les Gujaratis dominent l'industrie ».
L'Immigration and Nationality Act of 1965 change radicalement le visage de l’immigration aux États-Unis, en ouvrant largement le pays à une immigration autre que d'Europe du Nord. Tous les Indiens n'immigrent pas depuis l'Inde, certains venant du Royaume-Uni, du Canada, d'Afrique du Sud et des anciennes colonies britanniques en Afrique de l'Est (comme le Kenya, la Tanzania, l'Ouganda et l'Île Maurice), en Asie-Pacifique (Malaisie, Singapour, Australie, Fidji), et dans les Caraïbes (Guyana, Trinité-et-Tobago, Suriname, et Jamaïque).
De 1965 jusqu'au milieu des années 1990, 40 000 personnes en provenance d'Inde viennent s'installer durablement chaque aux États-Unis. À partir de 1995, ce nombre augmente fortement atteignant jusqu'à 90 000 immigrés en 2000.
Le système de castes existant en Inde s'est reproduit aux États-Unis au sein de la communauté indienne. En 2018, une enquête d’Equality Labs, une organisation de défense des droits civiques montre l’ampleur de la discrimination dont sont victimes les dalits dans l’éducation, dans l’emploi, particulièrement dans la Silicon Valley, où la plupart des ingénieurs sont issus des hautes castes. Plus des deux tiers des dalits interrogés déclarent se sentir traités injustement sur leur lieu de travail.

## Démographie
Lors du recensement de 2010, il y a plus de 2,8 millions d'Indo-Américains aux États-Unis (plus de 3,1 millions en y incluant les métis).
| Rang | Ville                 | État       | Nombre | %    |
| ---- | --------------------- | ---------- | ------ | ---- |
| 1    | Plainsboro Township   | New Jersey | 960    | 35,4 |
| 2    | Edison                | New Jersey | 28 286 | 28,3 |
| 3    | Piscataway            | New Jersey | 10 662 | 19,0 |
| 6    | Fremont               | Californie | 38 711 | 18,1 |
| 4    | Parsippany-Troy Hills | New Jersey | 9 250  | 17,4 |
| 8    | Sunnyvale             | Californie | 21 737 | 15,5 |
| 5    | Livingston            | Californie | 1 962  | 15,0 |
| 7    | Yuba City             | Californie | 8 863  | 13,1 |

Selon le American Community Survey pour la période 2011-2015, environ 1 138 083 Indo-Américains sont nés américains, tandis que 2 452 196 sont nés étrangers. De plus, 1 212 149 d'entre eux sont naturalisés, alors que 1 240 047 ne sont pas citoyens américains.

### Langues
Selon l'American Community Survey, pour la période 2012-2016, 737 826 personnes âgées de plus 5 ans déclarent parler l'hindi à la maison (0,25 % de la population totale des États-Unis), 448 742 déclarent parler l'ourdou (0,15 %), 395 007 le gujarati (0,13 %), 321 695 le télougou (0,11 %), 295 204 le bengali (0,10 %), 280 867 le pendjabi (0,10 %), 238 699 le tamoul (0,08 %) et 222 699 une autre langue langue dravidienne.

### Religions
Selon le Pew Search Center, en 2012, 51 % des Indo-Américains sont hindous, 10 % sont musulmans,
10 % sont sans religion, 8 % sont protestants évangélistes, 5 % sont sikhs, 4 % sont catholiques, 3 % sont protestants conventionnels, 2 % sont jaïnistes, 1 % sont bouddhistes et 4 % appartiennent à une autre religion.

## Politique

### Sociologie électorale
| Candidat | Candidat    | 2012 | 2016 |
| -------- | ----------- | ---- | ---- |
|          | Démocrate   | 84 % | 77 % |
|          | Républicain | 16 % | 16 % |
|          | Autres      | 0 %  | 7 %  |

### Congrès

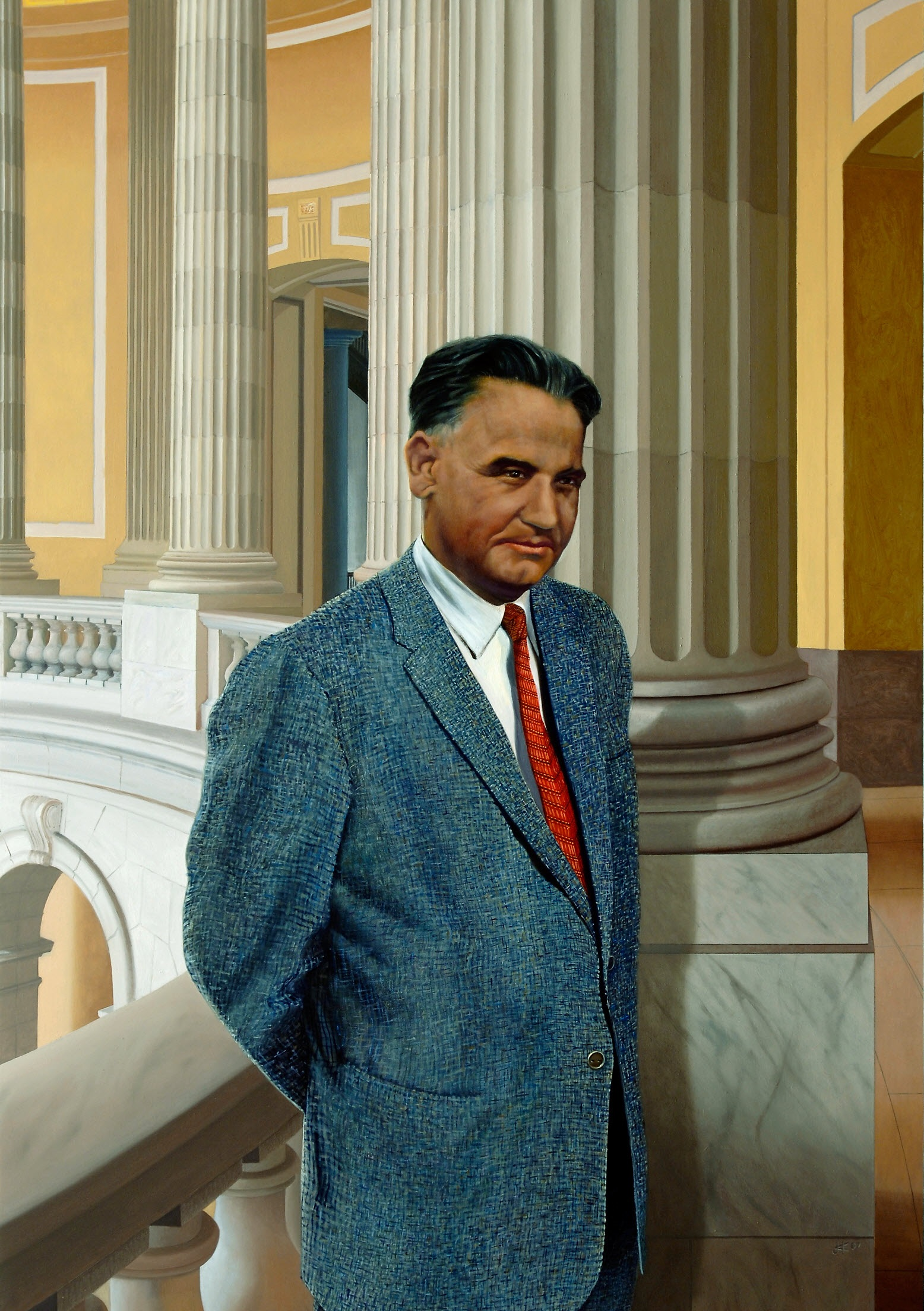
Dalip Saund (en), représentant pour la Californie de 1957 à 1963[23].
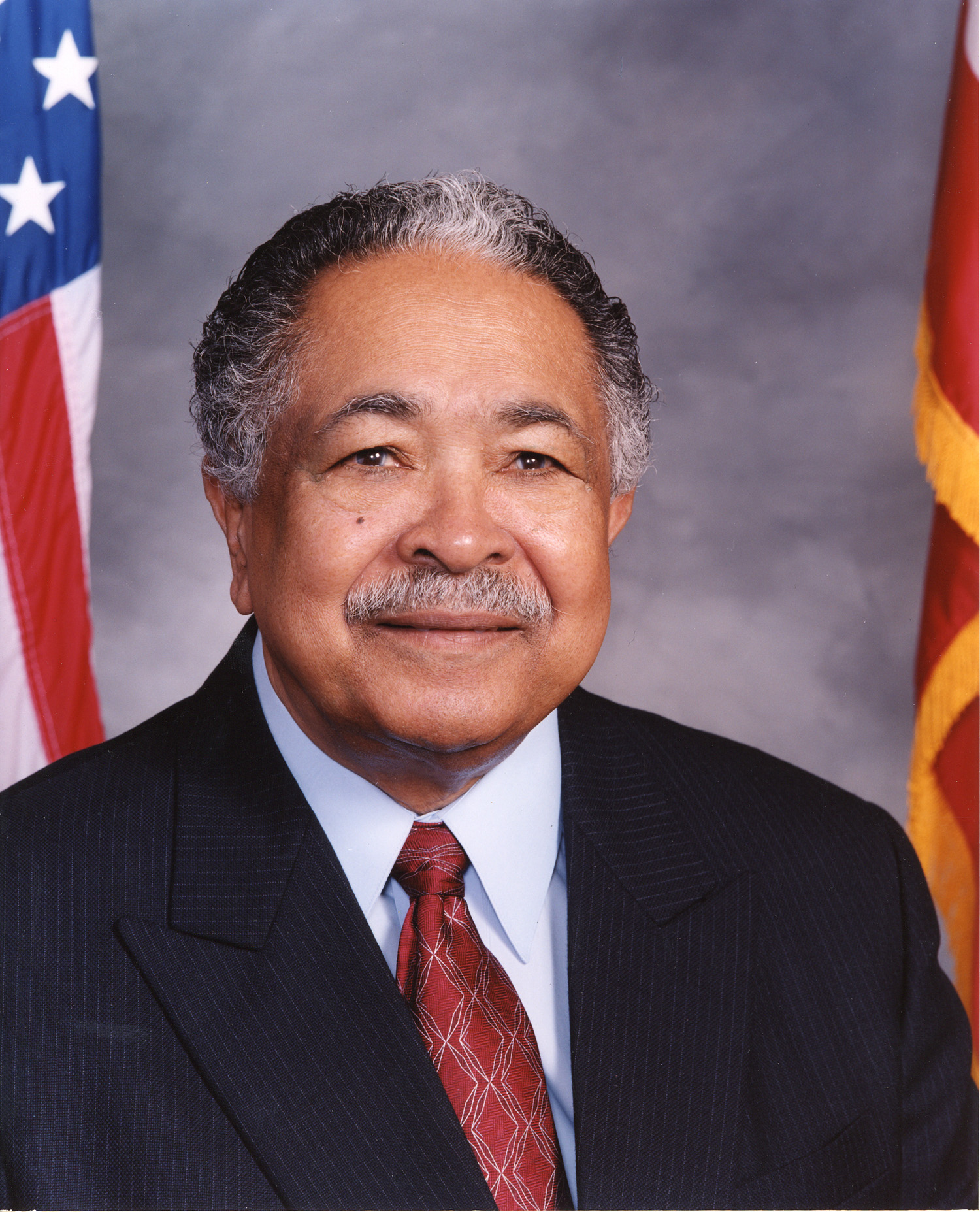
Mervyn Dymally (en), représentant pour la Californie de 1981 à 1993[24].
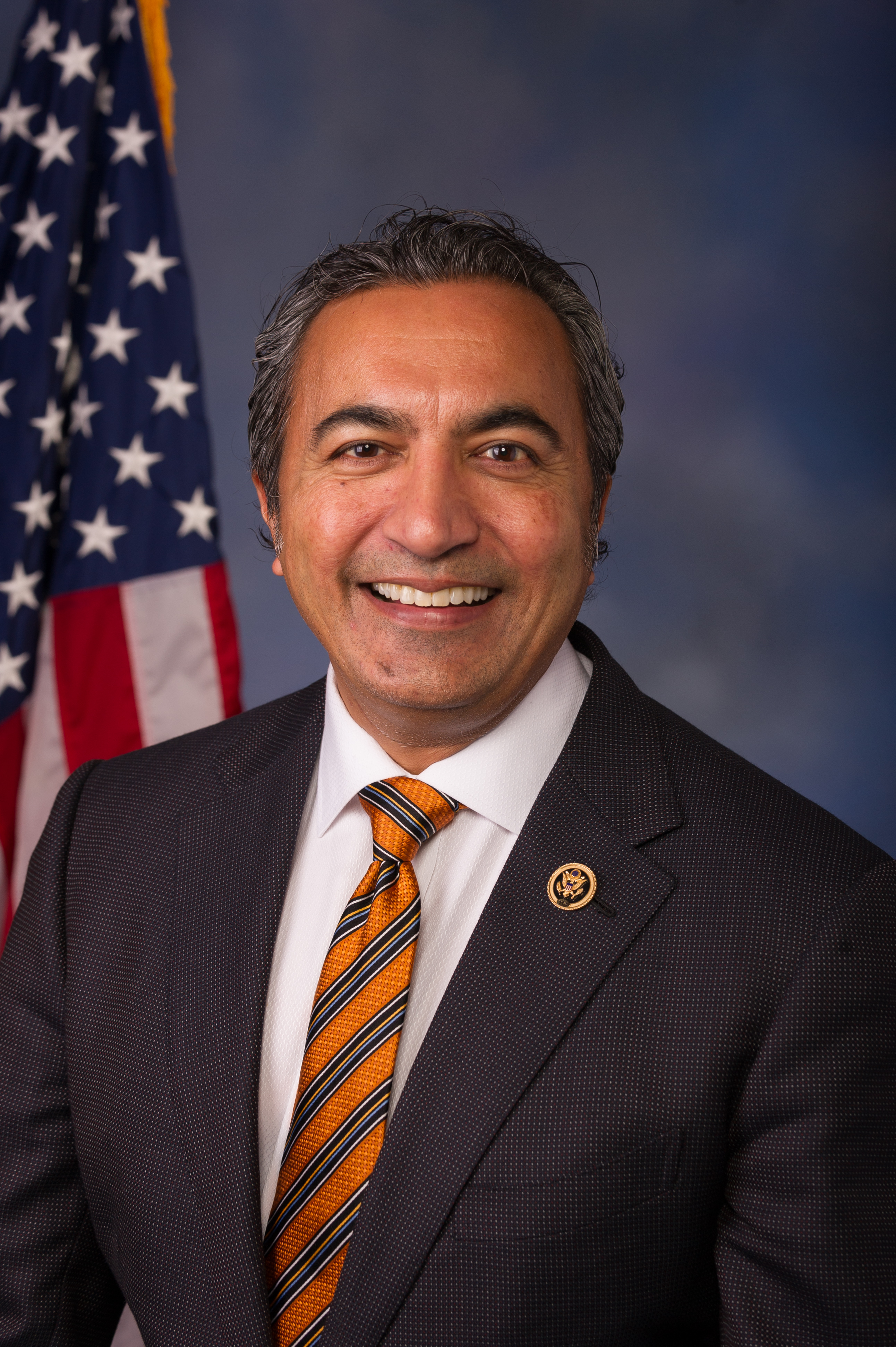
Ami Bera, représentant pour la Californie depuis 2013[25].
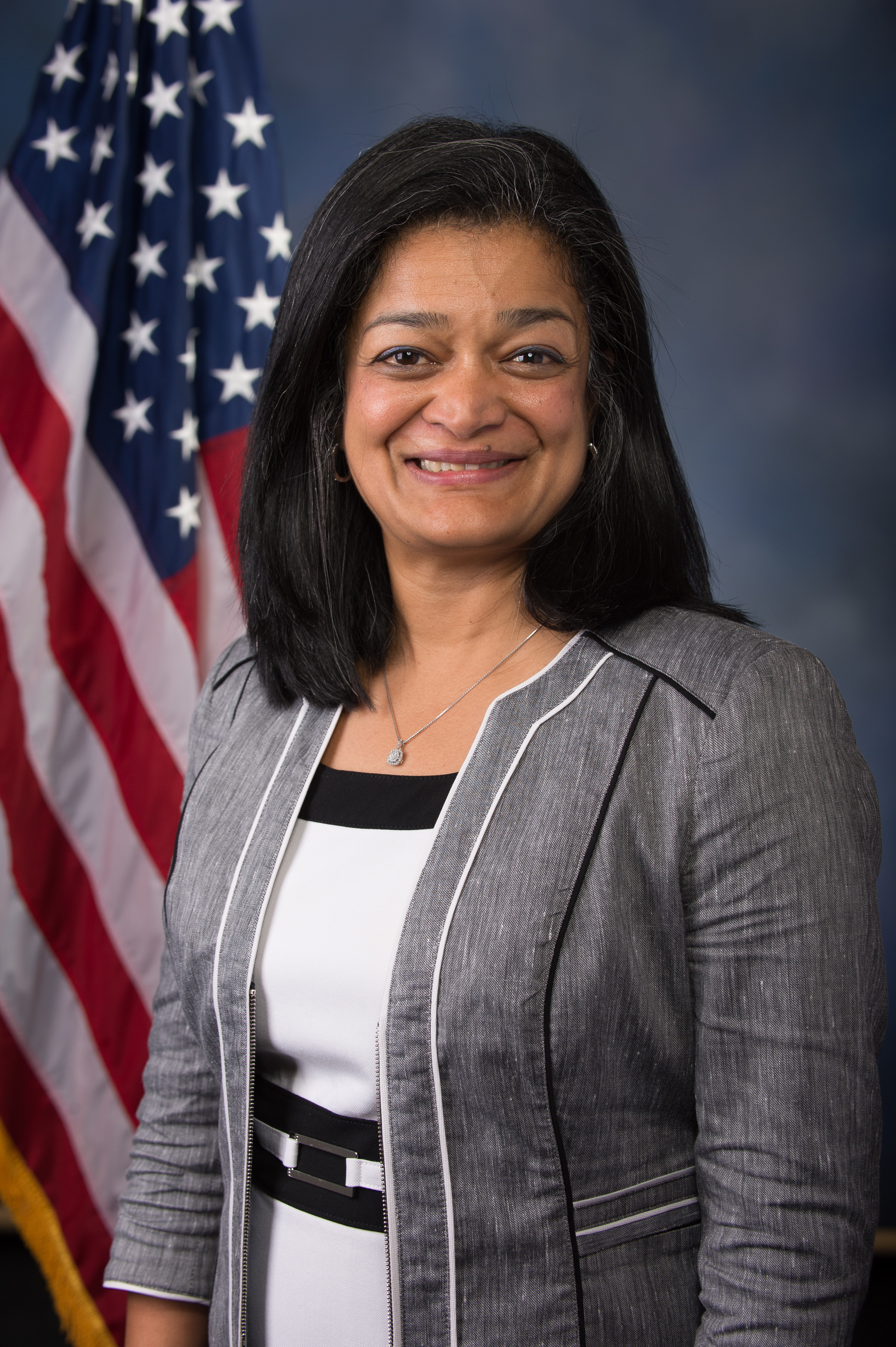
Pramila Jayapal, représentante pour Washington depuis 2017[26].
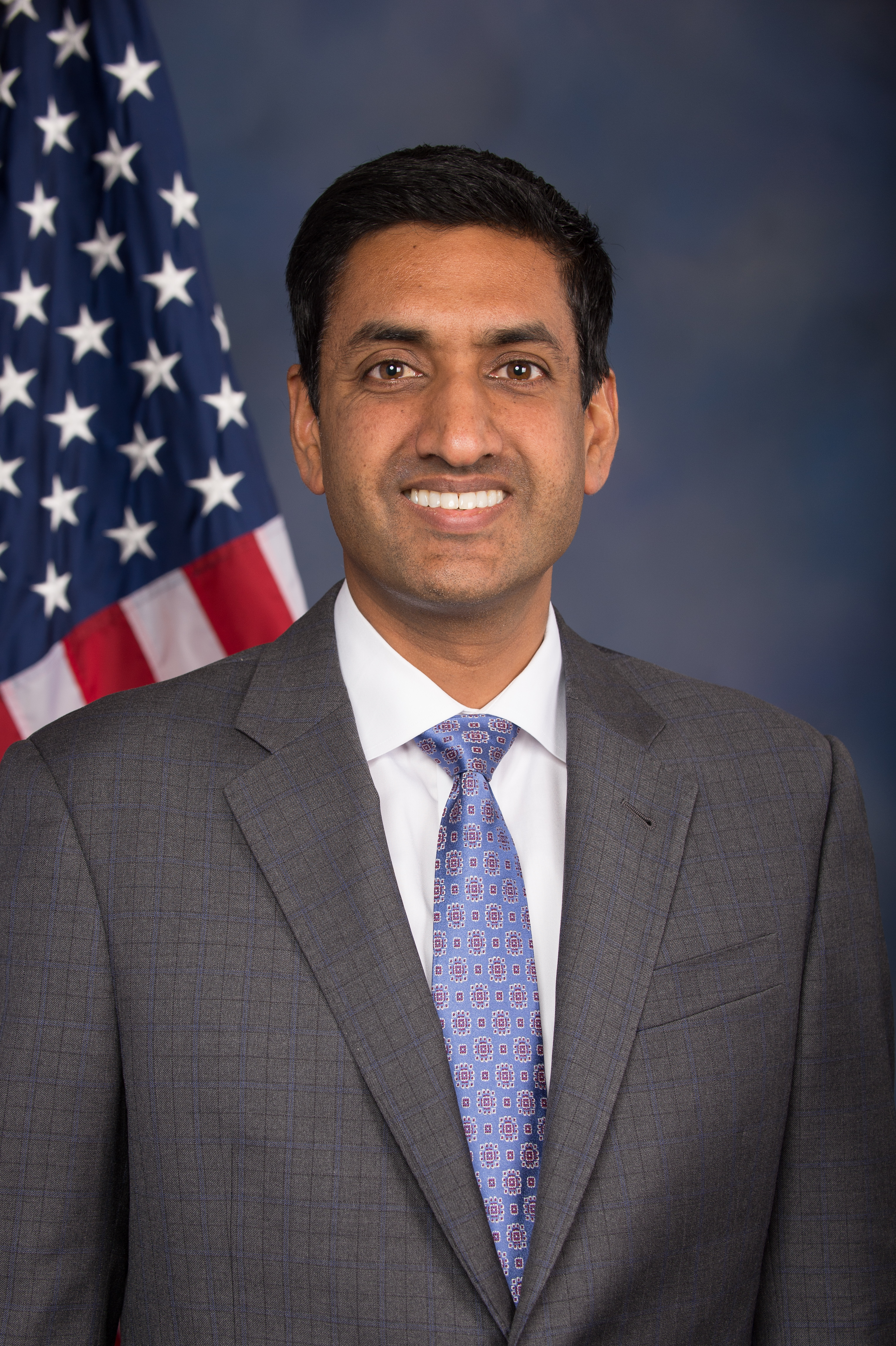
Ro Khanna, représentant pour la Californie depuis 2017[27].
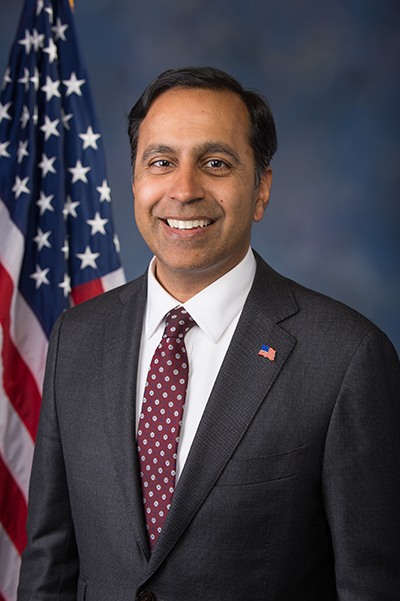
Raja Krishnamoorthi, représentant pour l'Illinois depuis 2017[28].
Kamala Harris, sénatrice pour la Californie depuis 2017[29], (vice-présidente des États-Unis).

#### Gouverneurs

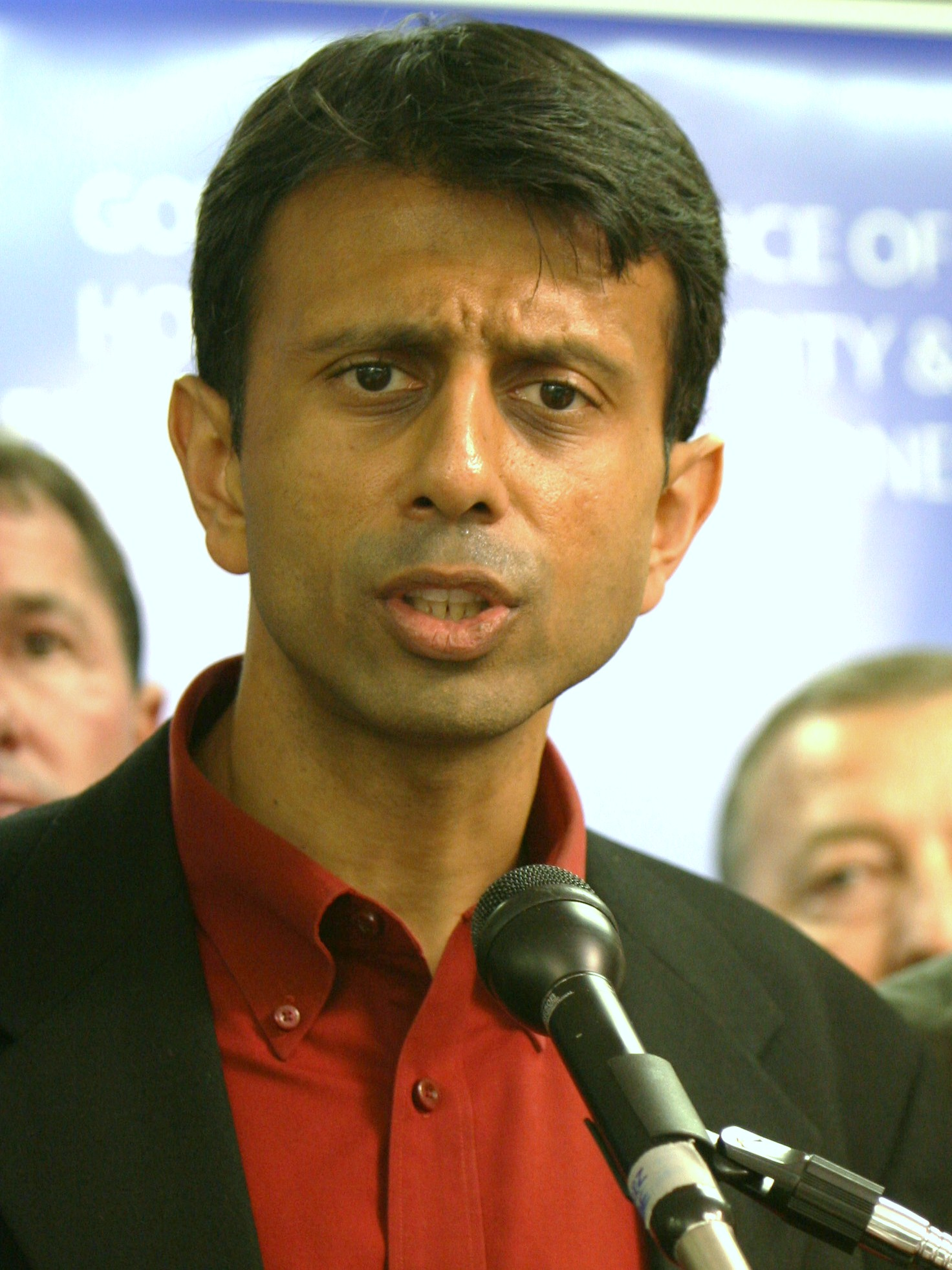
Bobby Jindal, gouverneur de Louisiane de 2008 à 2016.
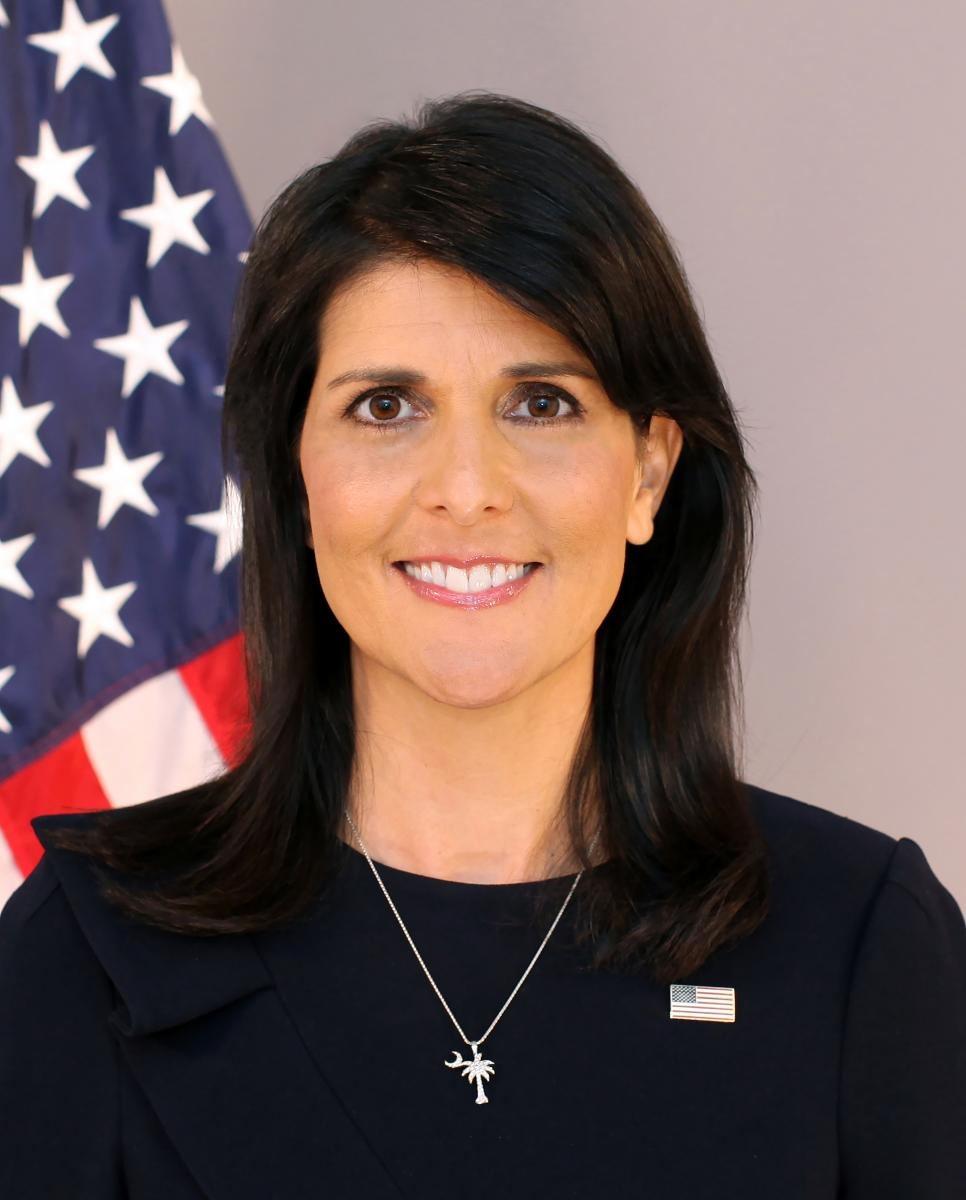
Nikki Haley, gouverneure de Caroline du Sud de 2011 à 2017.